# Икот-Экпене
Икот-Экпене (англ. Ikot Ekpene) — район местного управления и город в Нигерии, в штате Аква-Ибом. Расположен в междуречье Кросса и Имо, на автомагистрали A342 Аба — Уйо, связан автомобильными дорогами с Иту и Умуахиа.
В Икот-Экпене развито ремесло по изготовлению особо ценных (наряду с изделиями из Кано и Бида) плетёных изделий из рафии. Выделываются особо ценные (наряду с изделиями из Илорина) гончарные сосуды затейливой формы. В Национальном музее в Лагосе хранятся ритуальные маски Икот-Экпене.
Район Икот-Экпене населяют аннанг и северные ибибио, или эньонг (нкалу и окун).
Икот-Экпене является центром одноимённой епархии Католической церкви, которая относится к митрополии Калабара. По оценке 1980 года в епархии проживало от 50 до 85 тысяч католиков.
В ходе гражданской войны в Нигерии город вошёл в самопровозглашённое государство Биафра, в ходе операции «ОАУ» осенью 1968 года был захвачен после упорных боёв 3-й дивизией коммандос морской пехоты Нигерии под командованием генерала Бенджамина Адекунле, наступавшей из Калабара.